# Antônio Nascimento
Antônio Roberto Xavier Nascimento (* 18. August 1977) ist ein brasilianischer Straßenradrennfahrer.
Antônio Nascimento gewann 2002 zwei Etappen bei der Volta de Santa Catarina. Im nächsten Jahr gewann er dort wieder eine Etappe und konnte so auch die Gesamtwertung für sich entscheiden. In der Saison 2004 wurde er Erster der Gesamtwertung bei der Volta do Estado de São Paulo und er war wieder bei einem Teilstück der Volta de Santa Catarina erfolgreich. 2005 gewann Nascimento die zweite Etappe bei der Volta do Paraná. Im nächsten Jahr gewann er das Eintagesrennen Tour de Mato Grosso sowie ein Teilstück bei der Volta de Santa Catarina. In der Saison 2007 fuhr Nascimento für das brasilianische Continental Team Memorial-Fupes-Santos. 2009 war er wieder bei einer Etappe der Volta do Paraná erfolgreich.

## Erfolge
2002
- zwei Etappen Volta de Santa Catarina

2003
- eine Etappe und Gesamtwertung Volta de Santa Catarina

2004
- Gesamtwertung Volta do Estado de São Paulo
- eine Etappe Volta de Santa Catarina

2005
- eine Etappe Volta do Paraná

2006
- eine Etappe Volta de Santa Catarina

2009
- eine Etappe Volta do Paraná

2010
- eine Etappe Giro do Interior de São Paulo
- eine Etappe Tour do Brasil Volta Ciclística de São Paulo-Internacional

2011
- eine Etappe Volta Ciclística Internacional de Gravataí
- eine Etappe Tour do Brasil Volta Ciclística de São Paulo-Internacional

## Teams
- 2007 Memorial-Fupes-Santos

...
- 2009 GRCE Memorial/Pref Santos/Giant
- 2010 Clube DataRo de Ciclismo
- 2011 Funvic-Pindamonhangaba
- 2012 Funvic-Pindamonhangaba
- 2013 Funvic Brasilinvest-São José dos Campos 1
- 2014 Brasilinvest-Suzano
- 2015 Osasco-Penks-Maxxis-Calypso